# Radna snaga
Radna snaga ili radništvo je grupa radnika u radnom odnosu. Termin se koristi za opisivanje onih koji rade za određenu kompaniju ili industriju, ali se može odnositi i na geografski region kao što je grad ili država. Vrednost neke kompanije može se odrediti na osnovu njenе aktivne radne snage. Radna snaga jedne zemlje uključuje kako zaposlene, tako i nezaposlene. Postoji aktivno radno stanovništvo koje je podgrupa ukupnom radno sposobnom stanovništvu.
Termin radna snaga uglavnom isključuje poslodavce ili menadžment, već podrazumeva one koji se bave fizičkim radom. Može se odnositi i na sve one koji su sposobni za rad.

## Formalni i neformalni rad
Formalni rad je bilo koja vrsta zaposlenja koja je strukturisana i plaćena na formalan način. Za razliku od neformalnog sektora privrede (siva ekonomija), formalni rad u jednoj zemlji doprinosi bruto nacionalnom proizvodu te države. Neformalni rad nije uređen ni zakonski, a ni u praksi. Može biti plaćen ili neplaćen i nikad nije strukturisan ni regulisan. Formalno zaposlenje je pouzdanije od neformalnog. U suštini, ono podstiče veće prinose i stvara bolje životne uslove za stanovništvo.

### Neformalni rad u svetu
Uticaj neformalnog rada je ogroman. Širi se na globalnom nivou, ponajviše u zemljama u razvoju. Prema istraživanju koje je sproveo Žak Šarm, 2000. godine je udeo neformalnog rada dostigao 57% u nepoljoprivrednim poslovima, 40% u urbanim poslovima i 83% u novim poslovima u Latinskoj Americi. Iste godine, udeo je iznosio 78% u nepoljoprivrednim poslovima, 61% u urbanim poslovima i 93% u novim poslovima u Africi. Nakon ekonomske krize, radnici su težili prelasku iz formalnog u neformalni sektor. Ovaj trend se javio nakon Azijske ekonomske krize početkom 1997. godine.

### Odnos neformalnog rada i polova
Razlika među polovima primetna je u neformalnom radu. Žene se češće zapošljavaju neformalno, jer u ovoj vrsti rada lakše nalaze radno mesto, za razliku od muškaraca. U neformalnom sektoru, žene najčešće obavljaju kućne poslove ili rade kao prodavci na ulici.Atlas žena sveta izdavačke kuće Pingvin pokazuje da su devedesetih žene radile uglavnom kao ulični prodavci: 81% u Beninu, 55% u Gvatemali, 44% u Meksiku, 33% u Keniji i 14% u Indiji. U suštini, 60% radnica u zemljama u razvoju je zaposleno u neformalnom sektoru.
U Subsaharskoj Africi procenat radnica je 84%, dok je u Latinskoj Americi 58%. U istim ovim zemljama, procenat muških radnika je niži: 63% u Subsaharskoj Africi i 48% u Latinskoj Americi. U Aziji, odnos radnika i radnica u neformalnom sektoru je isti i iznosi 65%. Na globalnom nivou, veliki procenat žena koje su formalno zaposlene, istovremeno rade i u neformalnom sektoru. Za njih se popularno kaže da rade ,,na crno”.

## Poljoprivredna i nepoljoprivredna radna snaga
Svaku od dve kategorije poljoprivrednog i nepoljoprivrednog rada čine formalni i neformalni rad. Marta Čen i dr. smatraju da su sve ove četiri kategorije rada blisko povezane jedna sa drugom. Poljoprivredni rad je u većini slučajeva neformalni, a Atlas žena sveta ga definiše kao neregistrovani, odnosno nestrukturisani. Nepoljoprivredni rad takođe može biti neformalni. Prema mišljenju Marte Čen, neformalni rad čini 48% nepoljoprivrednog rada u Severnoj Africi, 51% u Latinskoj Americi, 65% u Aziji i 72% u Sub-Saharskoj Africi.

### Odnos polova u poljoprivredi
Poljoprivredni sektor ostao je stabilan poslednjih godina. Prema Atlasu žena sveta, žene čine 40% poljoprivredne radne snage u većini delova sveta, dok u zemljamama u razvoju taj procenat je 67. Džoni Siger napominje u svom Atlasu da je i izvršavanje određenih poljoprivrednih zadataka podeljeno prema polovima. Na primer, kod proizvodnje pšenice u jednom selu u severozapadnom delu Kine, muškarci su zaduženi za pranje, sađenje i prskanje, dok se žene bave uklanjanjem korova, đubrenjem, preradom i skladištenjem.
Što se tiče proizvodnje hrane širom sveta, Atlas pokazuje da žene proizvode 80% hrane u Sub-Saharskoj Africi, 50% u Aziji, 45% na Karibima, 25% u Severnoj Africi i na Bliskom Istoku i 25% u Latinskoj Americi. 
Većina poslova koje žene obavljaju na farmi spadaju u kućne poslove i zbog toga su zanemarljivi za statistiku zapošljavanja.

## Plaćeni i neplaćeni rad
Plaćeni i neplaćeni rad su takođe blisko povezani sa formalnim i neformalnim radom. Neki neformalni poslovi su neplaćeni ili su plaćeni na ruke (bez poreza).. Neplaćeni rad je onaj koji se obavlja kod kuće kako bi se prehranila porodica, poput čuvanja dece ili svakodnevni rad koji se ne naplaćuje, kao što je rad u polju. Neplaćeni radnici nemaju zaradu, iako je njihov rad značajan, teško je proceniti njegovu pravu vrednost. Oko toga još uvek postoje kontroverzne rasprave. Muškarci i žene se zapošljavaju u različitim sektorima privrede, bez obzira na to da li je njihov rad plaćen ili ne. Žena najviše ima u uslužnom sektoru, dok je muškaraca najviše u industrijskom sektoru.

## Spoljašnje veze
- About the difference, in English, between the use/meaning of workforce/work force and labor/labour/labo(u)r pool